# کارلو جرواسونی
کارلو جرواسونی (انگلیسی: Carlo Gervasoni؛ زادهٔ ۴ ژانویهٔ ۱۹۸۲) بازیکن فوتبال اهل ایتالیا است.
از باشگاه‌هایی که در آن بازی کرده‌است می‌توان به باشگاه فوتبال هلاس ورونا، باشگاه فوتبال کرمونزه، باشگاه فوتبال پیاچنزا، باشگاه فوتبال باری، و باشگاه فوتبال کومو اشاره کرد.